# Gyllenfors kraftstation
Gyllenfors kraftstation ägs av Gislaved Energi. Kraftstationen byggdes 1936 för att försörja Gislaved Gummi med elektricitet. Enligt anbud från 1935 kostade byggnationen 49 250 kr. Även tidigare fanns en liten kraftstation, då på Nissans västra sida, men den skrotades när den nya byggdes. Gyllenforsdammen som dämmer vattnet ovanför kraftstationen togs i drift 1898.
Kraftstationen har en vertikal propellerturbin en så kallad Kaplan-turbin. Turbinen förses med vatten via en 40 meter lång ståltub med en total fallhöjd på 9 meter. Turbinen är av fabrikatet NOHAB och har en maxeffekt på 1 250 hkr och ett varvtal på 300 varv/minut.Generatorn är av fabrikatet ASEA med maxeffekt på 1 000 kVA med spänningsnivån 3,3 kV. Årligen produceras cirka 4 000 000 kWh vilket räcker till att försörja 200 villor med elvärme.